# Liste der Gefäßpflanzen Deutschlands/T
- Taglilie, Gelbe (Hemerocallis lilioasphodelus) - Familie: Hemerocallidaceae
- Taglilie, Gelbrote (Hemerocallis fulva) - Familie: Hemerocallidaceae
- Tamariske, Deutsche (Myricaria germanica) - Familie: Tamaricaceae
- Tanne, Weiß- (Abies alba) - Familie: Pinaceae
- Tännel, Dreimänniger (Elatine triandra) - Familie: Elatinaceae
- Tännel, Quirl- (Elatine alsinastrum) - Familie: Elatinaceae
- Tännel, Sechsmänniger (Elatine hexandra) - Familie: Elatinaceae
- Tännel, Wasserpfeffer- (Elatine hydropiper) - Familie:Elatinaceae
- Tännelkraut, Eiblättriges (Kickxia spuria) - Familie: Scrophulariaceae
- Tännelkraut, Spießblättriges (Kickxia elatine) - Familie: Scrophulariaceae
- Tannenwedel (Hippuris vulgaris) - Familie: Hippuridaceae
- Taubenkropf (Cucubalus baccifer) - Familie: Caryophyllaceae
- Taubnessel, Gefleckte (Lamium maculatum) - Familie: Lamiaceae
- Taubnessel, Purpurrote, i. w. S. (Lamium purpureum) - Familie: Lamiaceae
- Taubnessel, Stängelumfassende (Lamium amplexicaule) - Familie: Lamiaceae
- Taubnessel, Weiße (Lamium album) - Familie: Lamiaceae
- Tauernblümchen (Lomatogonium carinthiacum) - Familie: Gentianaceae
- Tausendblatt, Ähriges (Myriophyllum spicatum) - Familie: Haloragaceae
- Tausendblatt, Quirliges (Myriophyllum verticillatum) - Familie: Haloragaceae
- Tausendblatt, Verschiedenblättriges (Myriophyllum heterophyllum) - Familie: Haloragaceae
- Tausendblatt, Wechselblütiges (Myriophyllum alterniflorum) - Familie: Haloragaceae
- Tausendgüldenkraut, Echtes (Centaurium erythraea) - Familie: Gentianaceae
- Tausendgüldenkraut, Kleines (Centaurium pulchellum) - Familie: Gentianaceae
- Tausendgüldenkraut, Strand- (Centaurium littorale) - Familie: Gentianaceae
- Teichfaden (Zannichellia palustris) - Familie: Zannichelliaceae
- Teichlinse, Vielwurzelige (Spirodela polyrhiza) - Familie: Lemnaceae
- Teichrose, Bastard- (Nuphar × spenneriana (Nuphar lutea × N. pumila)) - Familie: Nymphaeaceae
- Teichrose, Gelbe (Nuphar lutea) - Familie: Nymphaeaceae
- Teichrose, Kleine (Nuphar pumila) - Familie: Nymphaeaceae
- Teichsimse, Amerikanische (Schoenoplectus pungens) - Familie: Cyperaceae
- Teichsimse, Dreikantige (Schoenoplectus triqueter) - Familie: Cyperaceae
- Teichsimse, Gekielte (Schoenoplectus × carinatus (Schoenoplectus lacustris × S. triqueter)) - Familie:Cyperaceae
- Teichsimse, Gekielte Salz- (Schoenoplectus × kuekenthalianus (Schoenoplectus tabernaemontani × Sch. triqueter)) - Familie: Cyperaceae
- Teichsimse, Gewöhnliche (Schoenoplectus lacustris) - Familie:Cyperaceae
- Teichsimse, Niedrige (Schoenoplectus supinus) - Familie: Cyperaceae
- Teichsimse, Ostsee- (Schoenoplectus kalmussii) - Familie:Cyperaceae
- Teichsimse, Salz- (Schoenoplectus tabernaemontani) - Familie:Cyperaceae
- Teichsimse, Stachelspitzige (Schoenoplectus mucronatus) - Familie: Cyperaceae
- Teichsimse, Strand- (Schoenoplectus litoralis) - Familie: Cyperaceae
- Tellerkraut, Gewöhnliches (Claytonia perfoliata) - Familie: Portulacaceae
- Tellerkraut, Sibirisches (Claytonia sibirica) - Familie: Portulacaceae
- Teufelsabbiss, Gewöhnlicher (Succisa pratensis) - Familie: Dipsacaceae
- Teufelskralle, Ährige (Phyteuma spicatum) - Familie: Campanulaceae
- Teufelskralle, Eirunde (Phyteuma ovatum) - Familie: Campanulaceae
- Teufelskralle, Halbkugelige (Phyteuma hemisphaericum) - Familie:Campanulaceae
- Teufelskralle, Kugelige (Phyteuma orbiculare) - Familie: Campanulaceae
- Teufelskralle, Schwarze (Phyteuma nigrum) - Familie: Campanulaceae
- Teufelskralle, Ziestblättrige (Phyteuma betonicifolium) - Familie:Campanulaceae
- Thymian, Arznei- (Thymus pulegioides) - Familie:Lamiaceae
- Thymian, Frühblühender (Thymus praecox) - Familie:Lamiaceae
- Thymian, Sand- (Thymus serpyllum) - Familie:Lamiaceae
- Thymian, Steppen- (Thymus pannonicus) - Familie: Lamiaceae
- Tollkirsche (Atropa bella-donna) - Familie: Solanaceae
- Tomate (Lycopersicon esculentum) - Familie: Solanaceae
- Tragant, Alpen- (Astragalus alpinus) - Familie: Fabaceae
- Tragant, Blasen- (Astragalus penduliflorus) - Familie: Fabaceae
- Tragant, Dänischer (Astragalus danicus) - Familie: Fabaceae
- Tragant, Esparsetten- (Astragalus onobrychis) - Familie: Fabaceae
- Tragant, Gletscher- (Astragalus frigidus) - Familie: Fabaceae
- Tragant, Kicher- (Astragalus cicer) - Familie: Fabaceae
- Tragant, Sand- (Astragalus arenarius) - Familie: Fabaceae
- Tragant, Stängelloser (Astragalus exscapus) - Familie: Fabaceae
- Tragant, Südlicher (Astragalus australis) - Familie: Fabaceae
- Traubenhafer, Kelch- (Danthonia alpina) - Familie: Poaceae
- Traubenhyazinthe, Armenische (Muscari armeniacum) - Familie: Hyacinthaceae
- Traubenhyazinthe, Kleine (Muscari botryoides) - Familie: Hyacinthaceae
- Traubenhyazinthe, Schmalblütige (Muscari tenuiflorum) - Familie: Hyacinthaceae
- Traubenhyazinthe, Schopfige (Muscari comosum) - Familie: Hyacinthaceae
- Traubenhyazinthe, Weinbergs- (Muscari neglectum) - Familie: Hyacinthaceae
- Traubenkirsche (Prunus padus) - Familie: Rosaceae
- Traubenkirsche, Späte (Prunus serotina) - Familie: Rosaceae
- Traubenkraut, Ausdauerndes (Ambrosia coronopifolia) - Familie: Asteraceae
- Traubenkraut, Beifußblättriges (Ambrosia artemisiifolia) - Familie: Asteraceae
- Traubenkraut, Dreilappiges (Ambrosia trifida) - Familie: Asteraceae
- Trespe, Acker- (Bromus arvensis) - Familie: Poaceae
- Trespe, Ährengrasähnliche (Bromus catharticus) - Familie: Poaceae
- Trespe, Aufrechte (Bromus erectus) - Familie:Poaceae
- Trespe, Dach- (Bromus tectorum) - Familie: Poaceae
- Trespe, Dicke (Bromus grossus) - Familie:Poaceae
- Trespe, Dünen- (Bromus thominii) - Familie:Poaceae
- Trespe, Gewöhnliche Wald- (Bromus ramosus) - Familie:Poaceae
- Trespe, Japanische (Bromus japonicus) - Familie: Poaceae
- Trespe, Kurzährige (Bromus brachystachys) - Familie: Poaceae
- Trespe, Plattährige (Bromus carinatus) - Familie: Poaceae
- Trespe, Raue Wald- (Bromus benekenii) - Familie:Poaceae
- Trespe, Roggen- (Bromus secalinus) - Familie:Poaceae
- Trespe, Sparrige (Bromus squarrosus) - Familie: Poaceae
- Trespe, Taube (Bromus sterilis) - Familie: Poaceae
- Trespe, Trauben- (Bromus racemosus) - Familie:Poaceae
- Trespe, Unbegrannte (Bromus inermis) - Familie: Poaceae
- Trespe, Weiche (Bromus hordeaceus) - Familie:Poaceae
- Trespe, Wiesen- (Bromus commutatus) - Familie:Poaceae
- Trespe, Zierliche (Bromus lepidus) - Familie:Poaceae
- Trollblume (Trollius europaeus) - Familie: Ranunculaceae
- Tulpe, Wilde (Tulipa sylvestris) - Familie: Liliaceae
- Tüpfelfarn, Gesägter (Polypodium interjectum)
- Tüpfelfarn, Gewöhnlicher (Polypodium vulgare)
- Tüpfelfarn, Mantons (Polypodium × mantoniae (Polypodium interjectum × P. vulgare)) - Familie: Triuridaceae
- Türkenbund (Lilium martagon) - Familie: Liliaceae
- Turmkraut (Arabis glabra) - Familie: Brassicaceae